# Астратекс (футбольный клуб)
«Астратекс» (сокращенно от «Астраханский текстиль») — бывший российский футбольный клуб из Астрахани. Представлял коллектив Астраханской трикотажной фабрики. Расформирован в 1997 году личным указом губернатора Астраханской области Гужвина Анатолия Петровича. Лучшее достижение в первенстве России — 8 место в 1 зоне второй лиги в 1993 году.

## История
Команда «Трикотажник» неоднократный чемпион и обладатель Кубка Астраханской области. В 1987 году команда приняла участие во вновь возрожденном первенстве РСФСР среди коллективов физической культуры, где финишировали четвёртыми из восьми коллективов зоны Северный Кавказ. В 1989 году команда приняла участие в коммерческом турнире «Футбол России», где заняла пятое место, но уже из четырнадцати команд. Триумфальным для команды оказался 1991 год. «Трикотажник» занял первое место в зональном первенстве. Помимо «Трикотажника» в первенстве зоны участвовали ещё две астраханские команды — «Судостроитель» и «Рыбник» (коллектив рыбокомбината), занявшие 3-е и 10-е места соответственно.
В финале первенства, который проводился среди 12 победителей региональных соревнований в Подмосковье, «Трикотажник» занял 5-е место и получил право выступать во второй лиге чемпионата России.
В год дебюта, «Трикотажник», получивший новое название — «Астратекс», занял место в середине турнирной таблицы, а в следующем году улучшил этот показатель, финишировав восьмым. Но это не помогло команде сохранить прописку во втором дивизионе — в связи с резким сокращением территориальных зон «Астратекс» был переведен во вновь созданную третью лигу. До 1996 года команда выступала в третьей лиге чемпионата России. В феврале 1997 года, в связи с банкротством объединения «Астратекс» одноимённая команда была расформирована.

## Прежние названия
- До 1992: «Трикотажник»
- 1992—1997: «Астратекс»

## Статистика выступлений
| Сезон | Лига                         | Место | Кубок | Примечания          |
| ----- | ---------------------------- | ----- | ----- | ------------------- |
| 1992  | Вторая лига, 1-я зона        | 13    | 1/128 |                     |
| 1993  | Вторая лига, 1-я зона        | 8     | 1/64  | Вылет в Третью лигу |
| 1994  | Третья лига России, 5-я зона | 6     | 1/256 |                     |
| 1995  | Третья лига России, 5-я зона | 5     | 1/256 |                     |
| 1996  | Третья лига России, 1-я зона | 10    | 1/128 | Расформирован       |

## Известные игроки
В список включены игроки клуба, значимые согласно ВП:ФУТ.
- Руслан Ахметшин
- Борис Башкин
- Владимир Ерько
- Юрий Иванов
- Александр Кротов
- Виталий Нидбайкин
- Николай Олеников